# Bathyaploactis ornatissima
Bathyaploactis ornatissima är en fiskart som beskrevs av Whitley, 1933. Bathyaploactis ornatissima ingår i släktet Bathyaploactis och familjen Aploactinidae. Inga underarter finns listade.